# Crugny
Crugny – miejscowość i gmina we Francji, w regionie Grand Est, w departamencie Marna.